# Genrikh Kasparian
Pour les articles homonymes, voir Kasparian.
Genrikh Moissiévitch Kasparian, (en arménien Գենրիխ Գասպարյան ; la graphie Kasparyan est la plus répandue en anglais) (27 février 1910 à Tbilissi — 27 décembre 1995 à Erevan) est considéré comme l'un des meilleurs compositeurs d'études d'échecs.
Il a obtenu le titre de « grand maître international pour la composition échiquéenne » à la création du titre en 1972.
Kasparian était également un fort joueur (maître international pour la partie) qui remporta 10 fois le championnat d'Arménie entre 1934 et 1956. 
Bien que Kasparian soit le nom de la mère de Gary Kasparov, il n'y a pas de lien de famille connu entre les deux.
Vétéran de la Seconde Guerre mondiale, Kasparian est décoré de l'Ordre de la Guerre patriotique et de la Médaille pour la victoire sur l'Allemagne dans la Grande Guerre patriotique de 1941-1945.

## Publications
- (en) Genrikh Moiseyevich Kasparyan (trad. A. Krivoviaz, préf. Sam Sloan), Domination in 2,545 Endgame Studies, New York, Ishi Press International, 2007 (1re éd. 1974), 542 p. (ISBN 0-923-89187-0)
Édition traduite du russe. Notation algébrique

- (en) Genrikh Moiseyevich Kasparian, 888 Miniatures Studies, Belgrade, BeoSing, 2010, 384 p. (ISBN 978-8-676-86147-7)